# Sanghen
Sanghen là một xã ở tỉnh Pas-de-Calais, vùng Hauts-de-France, Pháp.

## Địa lý
Sanghen có cự ly 13 mile (22 km) về phía nam Calais, tại giao lộ của các tuyến đường D191 và D224.

## Dân số
| 1962                                                         | 1968 | 1975 | 1982 | 1990 | 1999 | 2006 |
| ------------------------------------------------------------ | ---- | ---- | ---- | ---- | ---- | ---- |
| 201                                                          | 206  | 193  | 201  | 231  | 223  | 259  |
| Số liệu điều tra dân số từ năm 1962: Dân số không tính trùng |      |      |      |      |      |      |

## Địa điểm nổi bật
- Nhà thờ St. Martin thế kỷ 15.